# Quercus salicina
Quercus salicina — вид рослин з родини Букові (Fagaceae); поширений у Японії й Південній Кореї. Етимологія: лат. salix — «верба», inus — суфікс що вказує на належність або схожість.

## Опис
Дерево до 30 м заввишки, з прямим стовбуром до 1 м у діаметрі. Кора гладка, темно-сіра. Гілочки блідо-коричнево запушені, стають голими. Листки 4–10 × 1–2.5 см, вічнозелені, від довгастих до довгасто-ланцетних, шкірясті; верхівка загострена; основа округла або послаблена; край цілий або малозубий до вершини; безволосі й зелені зверху; сірувато-зелені або білі, воскові знизу зі зірчастими, притиснутими волосками; ніжка листка коротка, довжиною 0.5–1 см. Чоловічі сережки довжиною 6–9 см, жовті квіти з 3–4 лопатевою оцвітиною та 4–6 тичинками. Маточкові колоски короткі, 3–4-квіті. Жолудь завдовжки 1.5–2.5 см, 1–1.2 см у діаметрі; ніжка 0.5–1 см; чашечка охоплює горіх на 1/2, її діаметр 1.4 см; визріває 1 рік.

## Середовище проживання
Поширений у Японії й Південній Кореї.

## Галерея

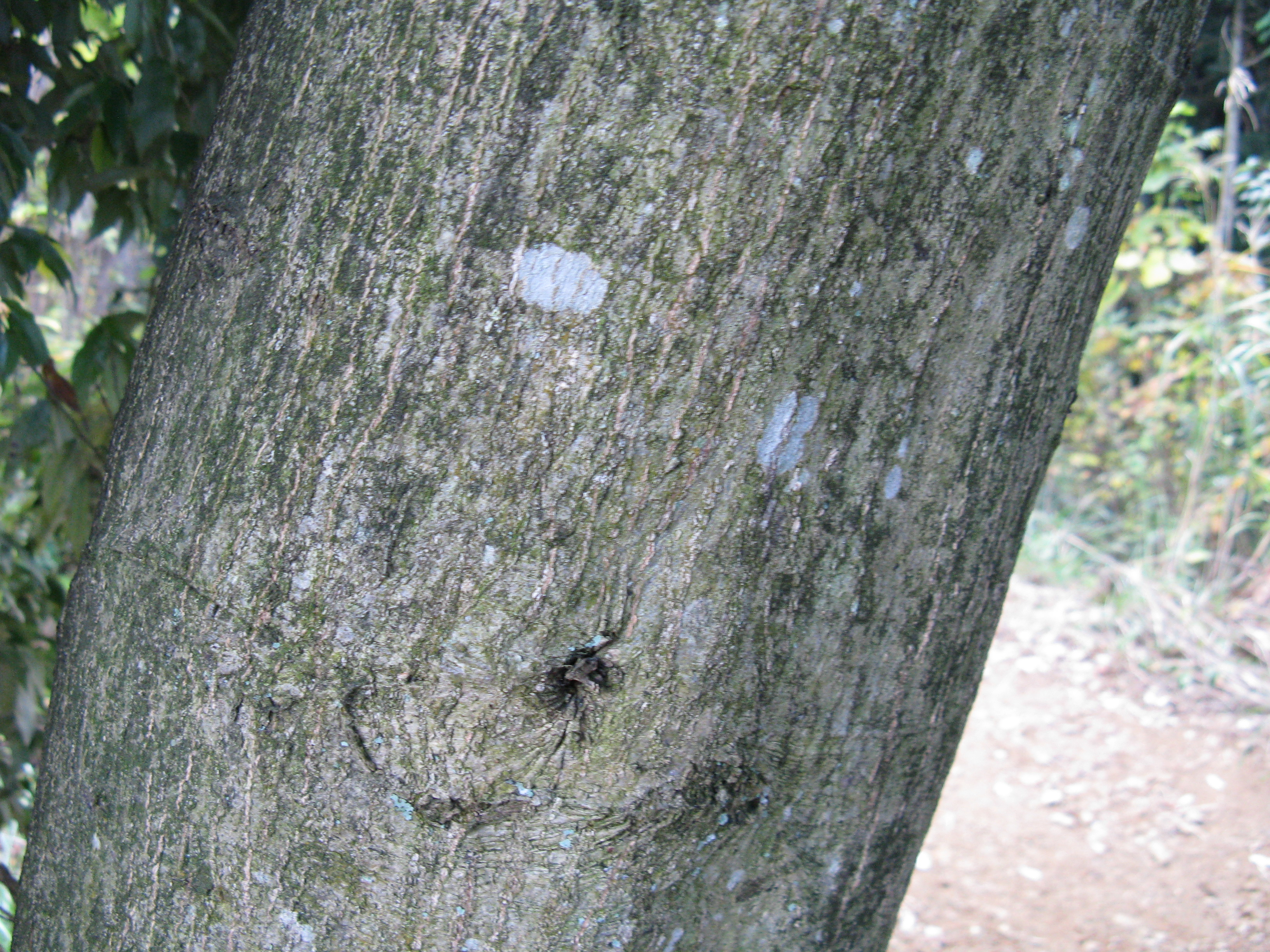
стовбур
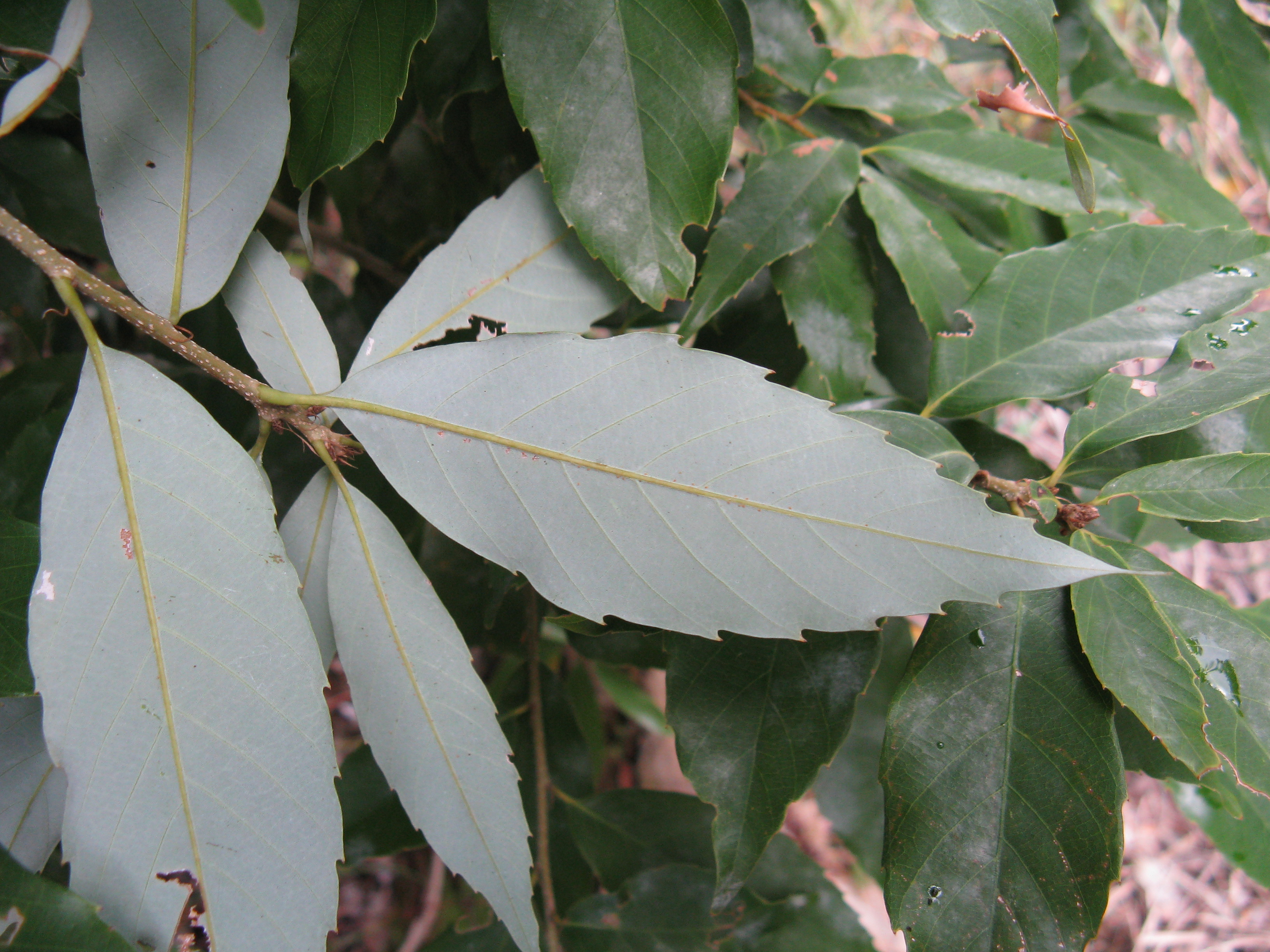
листя